# Swallow the Sun
Swallow the Sun é uma banda finlandesa formada em 2000.

## Membros
Integrantes atuais

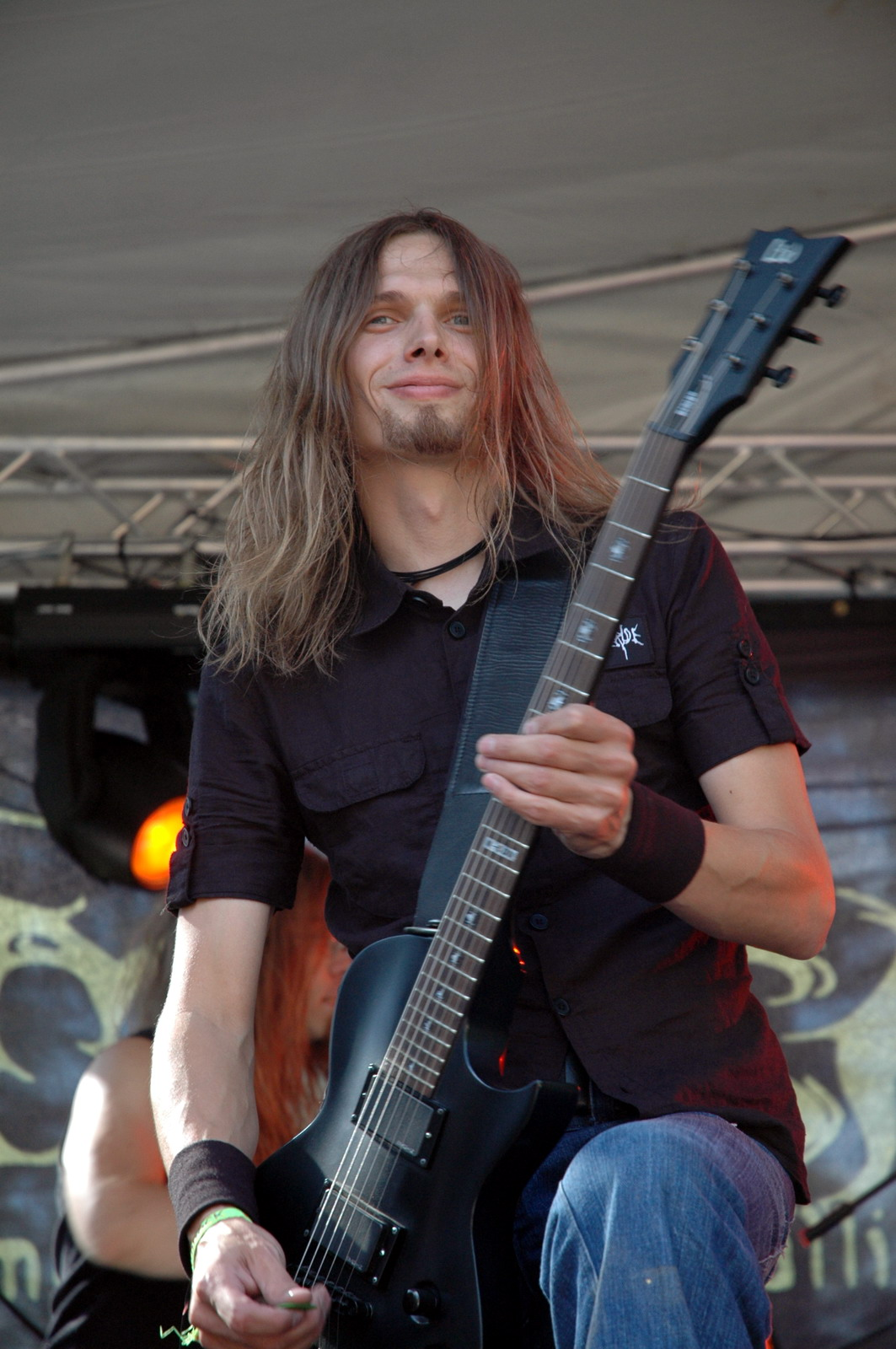
Juha Raivo, além de guitarrista da banda, é o principal letrista e compositor.

- Juha Raivio - guitarra (2000–presente)
- Markus Jämsen - guitarra (2001–presente)
- Mikko Kotamäki - vocal (2001–presente)
- Aleksi Munter - teclado (2001–presente)
- Matti Honkonen - baixo (2001–presente)
- Juuso Raatikainen - bateria (2014–presente)

Ex integrantes
- Pasi Pasanen - bateria (2000–2009)
- Kai Hahto - bateria (2009–2014)

## Discografia
Álbuns

- The Morning Never Came (2003)
- Ghosts of Loss (2005)
- Hope (2007)
- New Moon (2009)
- Emerald Forest and the Blackbird (2012)
- Songs from the North I, II & III (2015)
- When a Shadow is Forced into the Light (2019)

EPs

- Plague of Butterflies (2008)

Demos

- Out of This Gloomy Light (2003)

Vídeos musicais

- "Descending Winters" (2005)
- "Don't Fall Asleep" (2007)
- "Doomed to Walk the Earth" (2007)
- "Falling World" (2009)
- "Cathedral Walls" (2012)
- "Rooms and Shadows" (2015)

Singles

- "Forgive Her..." (2005)
- "Don't Fall Asleep (Horror Pt. 2)" (2007)